# Was tun? (Lenin)

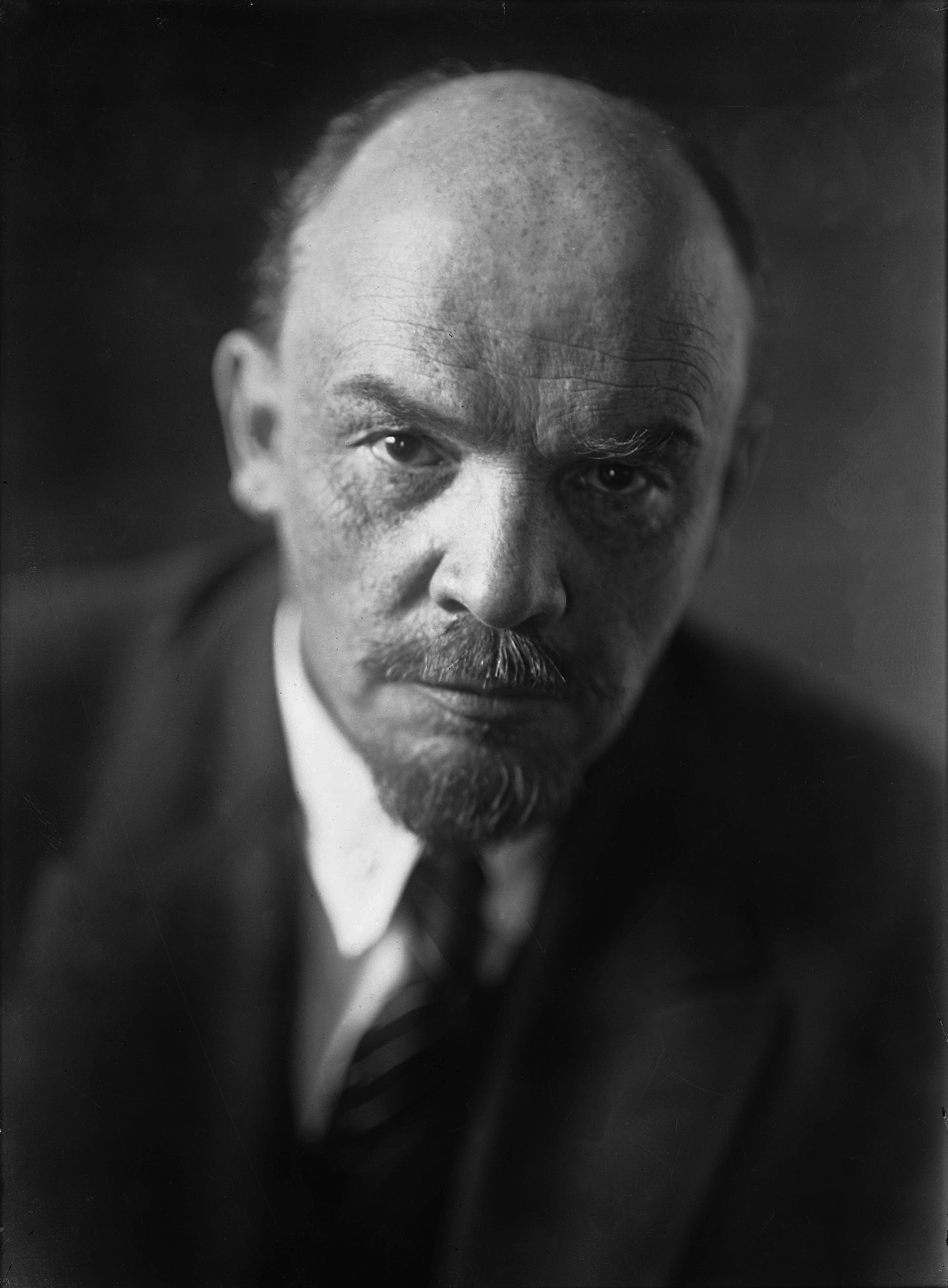
Wladimir Iljitsch Lenin

„Was tun?“ (russisch Что делать?, Tschto delat?, wiss. Transliteration Čto delat'?) ist eine 1902 erschienene Schrift von Wladimir Iljitsch Lenin, die als eines seiner Hauptwerke gilt. Darin begründet Lenin durch die Betrachtung der Zusammenarbeit von Bildungsbürgertum und Arbeiterklasse innerhalb sozialistischer Parteien die Theorie der „Avantgarde des Proletariats“, die innerhalb des Marxismus-Leninismus eine zentrale Stellung einnimmt.
Der Titel der Schrift bezieht sich auf den gleichnamigen Roman Nikolai Gawrilowitsch Tschernyschewskis, dessen Verfasser Lenin auf diese Art und Weise ehren wollte.

## „Freiheit der Kritik“
Als ersten Punkt führt Lenin in Was tun? die „Freiheit der Kritik“ an, die ihm zufolge eine Phrase der Sozialrevolutionäre sei, die die Gegner des Bolschewismus waren. Er kritisiert dieses „Schlagwort, das in den Diskussionen zwischen Sozialisten und Demokraten aller Länder am häufigsten gebraucht wird“, scharf und sieht dessen Verfechter als die Feinde unter den „zwei Richtungen“ in der Sozialdemokratie, „zwischen denen der Kampf bald entbrennt“.

## Die Kommunisten als Elite der Arbeiterbewegung

### Theorie

#### Begründung
Die Begründung der Theorie der „Avantgarde des Proletariats“ erfolgt in Kapitel II b) der Schrift „Was tun?“. In der polemischen Auseinandersetzung mit der Redaktion der Zeitschrift „Rabotschaja Mysl“ führt Lenin ein Zitat aus Karl Kautskys Kritik des Parteiprogrammes der österreichischen SDAP als Autoritätsargument an:
„Manche unserer revisionistischen Kritiker nehmen an, Marx hätte behauptet, die ökonomische Entwicklung und der Klassenkampf schüfen nicht bloß die Vorbedingungen sozialistischer Produktion, sondern auch direkt die Erkenntnis (hervorgehoben von K. K.) ihrer Notwendigkeit, und da sind die Kritiker gleich fertig mit dem Einwand, daß das Land der höchsten kapitalistischen Entwicklung, England, von allen modernen Ländern am freiesten von dieser Erkenntnis sei. Nach der neuen Fassung könnte man annehmen, daß auch die österreichische Programmkommission den auf diese Weise widerlegten angeblich ‚orthodox-marxistischen‘ Standpunkt teile. Denn es heißt da: ‚Je mehr die Entwicklung des Kapitalismus das Proletariat anschwellen macht, desto mehr wird es gezwungen und befähigt, den Kampf gegen ihn aufzunehmen. Es kommt zum Bewußtsein‘ der Möglichkeit und Notwendigkeit des Sozialismus etc. In diesem Zusammenhang erscheint das sozialistische Bewußtsein als das notwendige direkte Ergebnis des proletarischen Klassenkampfes. Das ist aber falsch. Der Sozialismus als Lehre wurzelt allerdings ebenso in den heutigen ökonomischen Verhältnissen wie der Klassenkampf des Proletariats, entspringt ebenso wie dieser aus dem Kampfe gegen die Massenarmut und das Massenelend, das der Kapitalismus erzeugt; aber beide entstehen nebeneinander, nicht auseinander, und unter verschiedenen Voraussetzungen. Das moderne sozialistische Bewußtsein kann nur erstehen auf Grund tiefer wissenschaftlicher Einsicht. In der Tat bildet die heutige ökonomische Wissenschaft ebenso eine Vorbedingung sozialistischer Produktion wie etwa die heutige Technik, nur kann das Proletariat beim besten Willen die eine ebensowenig schaffen wie die andere; sie entstehen beide aus dem heutigen gesellschaftlichen Prozeß. Der Träger der Wissenschaft ist aber nicht das Proletariat, sondern die bürgerliche Intelligenz (hervorgehoben von K. K.); in einzelnen Mitgliedern dieser Schicht ist denn auch der moderne Sozialismus entstanden und durch sie erst geistig hervorragenden Proletariern mitgeteilt worden, die ihn dann in den Klassenkampf des Proletariats hineintragen, wo die Verhältnisse es gestatten. Das sozialistische Bewußtsein ist also etwas in den Klassenkampf des Proletariats von außen Hineingetragenes, nicht etwas aus ihm urwüchsig Entstandenes. Dem entsprechend sagt auch das alte Hainfelder Programm ganz richtig, daß es zu den Aufgaben der Sozialdemokratie gehöre, das Proletariat mit dem Bewußtsein (hervorgehoben von K. K.) seiner Lage und seiner Aufgabe zu erfüllen. Das wäre nicht notwendig, wenn dies Bewußtsein von selbst aus dem Klassenkampf entspränge. Die neue Fassung hat diesen Satz von dem alten Programm übernommen und dem eben besprochenen angehängt. Dadurch ist aber der Gedankengang völlig zerrissen worden ...“
Darauf legt er dieses in seinem Sinne aus:
„Kann nun von einer selbständigen, von den Arbeitermassen im Verlauf ihrer Bewegung selbst ausgearbeiteten Ideologie keine Rede sein, so kann die Frage nur so stehen: bürgerliche oder sozialistische Ideologie. Ein Mittelding gibt es hier nicht (denn eine ‚dritte‘ Ideologie hat die Menschheit nicht geschaffen, wie es überhaupt in einer Gesellschaft, die von Klassengegensätzen zerfleischt wird, niemals eine außerhalb der Klassen oder über den Klassen stehende Ideologie geben kann). Darum bedeutet jede Herabminderung der sozialistischen Ideologie, jedes Abschwenken von ihr zugleich eine Stärkung der bürgerlichen Ideologie. Man redet von Spontaneität. Aber die spontane Entwicklung der Arbeiterbewegung führt eben zu ihrer Unterordnung unter die bürgerliche Ideologie, sie verläuft eben nach dem Programm des Credo, denn spontane Arbeiterbewegung ist Trade-Unionismus, ist Nur-Gewerkschaftlerei, Trade-Unionismus aber bedeutet eben ideologische Versklavung der Arbeiter durch die Bourgeoisie. Darum besteht unsere Aufgabe, die Aufgabe der Sozialdemokratie, im Kampf gegen die Spontaneität, sie besteht darin, die Arbeiterbewegung von dem spontanen Streben des Trade-Unionismus, sich unter die Fittiche der Bourgeoisie zu begeben, abzubringen und sie unter die Fittiche der revolutionären Sozialdemokratie zu bringen.“

#### Erläuterung
Lenin unterscheidet zwischen bewussten und spontanen Handlungen, wobei unter einer bewussten Handlung eine rational (bzw. wissenschaftlich) begründbare Handlung und unter einer spontanen Handlung eine irrationale, emotional bestimmte oder schlicht „unreflektierte“ Handlung verstanden wird. Die Anweisung zu einer bewussten Handlung im Lenin'schen Sinne kann entsprechend in Form eines hypothetischen Imperatives zum Ausdruck gebracht werden.
Er geht Kautsky folgend davon aus, dass die Arbeiterklasse bedingt (determiniert) durch ihre Lebensbedingungen innerhalb des Kapitalismus zwar eine anti-kapitalistische Geisteshaltung annehme, aber ebenso zugleich von politischer Bildung ferngehalten werde. Entsprechend könne sie keine eigene politische Theorie entwickeln, sondern sei auf die Zusammenarbeit mit dem Bildungsbürgertum angewiesen, das aber nicht notwendigerweise die politische Theorie des Sozialismus vertritt.
Hierbei neige die Arbeiterklasse spontan dazu, als sog. „Nur-Gewerkschaftlerei“ bezeichnete konservative Positionen anzunehmen, durch die eine Verbesserung ihrer wirtschaftlichen und rechtlichen Lage möglich seien. Diese Verbesserung sei jedoch immer nur zeitlich begrenzt, weil sie nicht in der Lage seien, den Kapitalismus zu überwinden – oder dies nicht einmal anstrebten. Dies führe zur ideologisch bedingten Unterordnung der Arbeiterklasse unter das Unternehmertum.
Dem müsse eine Avantgarde aus Intellektuellen und theoretisch geschulten Arbeitern als „Elite der Arbeiterbewegung“ entgegenwirken, deren Aufgabe darin bestehe, den Einfluss der „Nur-Gewerkschaftlerei“ sowie konkurrierender politischer Theorien wie dem Reformismus oder dem Sozialliberalismus zurückzudrängen und die Arbeiterbewegung anzuleiten (im Sinne des pädagogischen Begriffes).

### Praxis

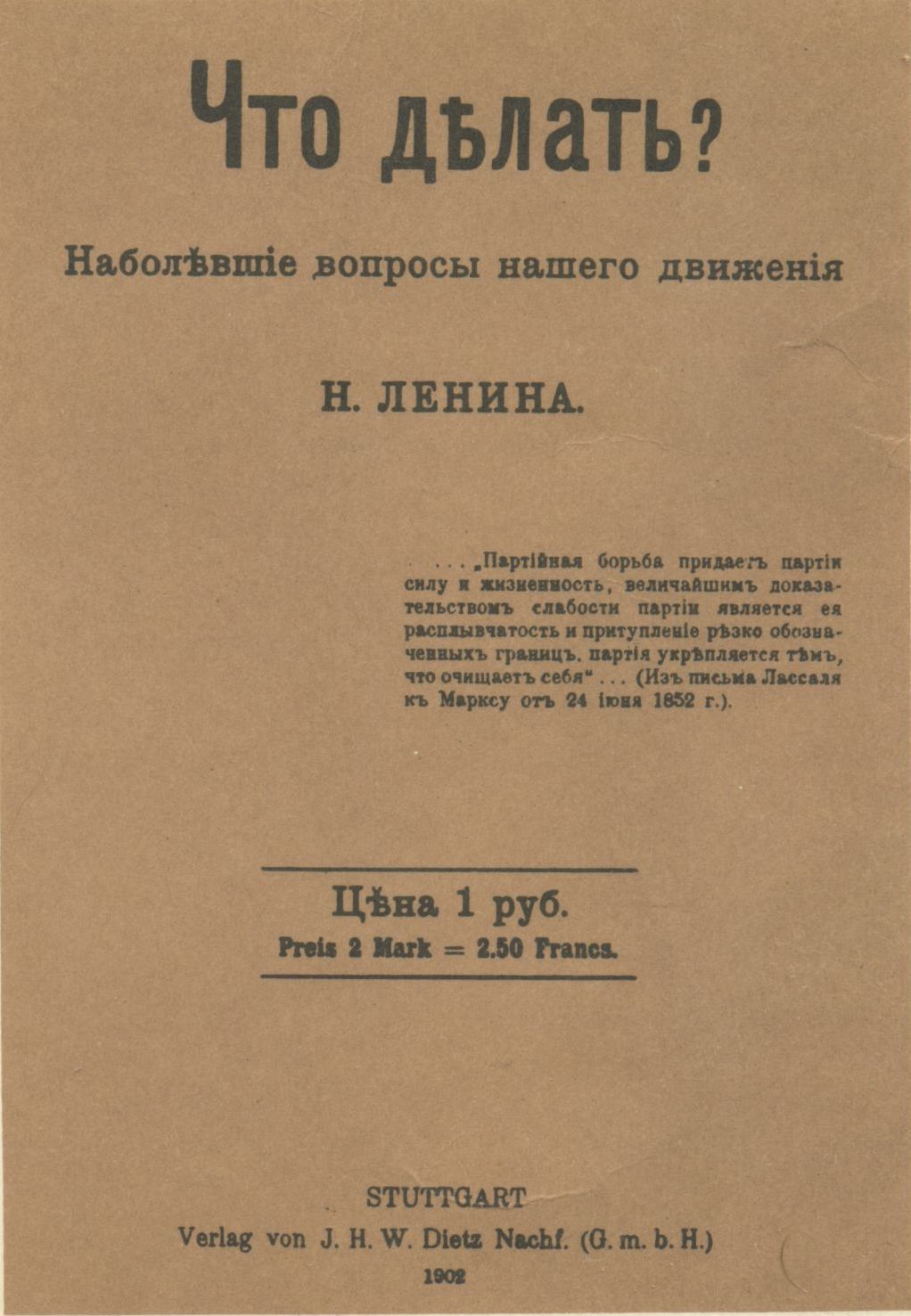
Buchtitel „Что дѣлать?“,
mit dem Buchstaben ѣ und dem Verfassernamen „N. Lenin“

Die praktische Umsetzung der Theorie der „Avantgarde des Proletariats“ wurde durch die Parteiorganisation nach dem Prinzip des Demokratischen Zentralismus angestrebt. Dieses Prinzip entwirft Lenin in Kapitel IV der Schrift „Was tun?“, insbesondere unter Punkt e) („Verschwörer“-Organisation und „Demokratismus“). Im Gegensatz zum Aufbau „normaler“ Parteien, in denen die oberen Parteigliederungen von den unteren gewählt wurden, waren alle Gliederungen der SDAPR (B) in hierarchischer Rangfolge dem Zentralkomitee untergeordnet.
Hierbei erhielten die oberen Gliederungen die Aufgabe, die unteren Gliederungen anzuleiten und in deren Personalentscheidungen einzugreifen, so dass nur solche Kandidaten für Parteiämter zugelassen werden, die als im notwendigen Maße im Marxismus geschult galten. Das heißt, es wurde eine Form von struktureller Diskriminierung geschaffen, die theoretisch geschulte Parteimitglieder gegenüber ungeschulten bevorzugte und so zur Besetzung der Parteiämter durch eine sozialistische Elite bewirken sollte.
Um zu verhindern, dass dieser Vorgang rein subjektiv durch die örtlichen Gliederungen vollzogen wird, sah Lenin in den Kapiteln IV und V die Schaffung einer Parteizeitung und die berufliche Anstellung von Agitatoren („Berufsrevolutionäre“) durch die SDAPR vor, so dass die Allgegenwart der ideologischen Agitation auf allen Ebenen gewährleistet werden könnte. Diese Forderungen konnte er durch die Gründung der Prawda und den Aufbau eines Netzwerks von bezahlten Rednern verwirklichen.
Nach der Oktoberrevolution wurde ergänzend ein umfassendes System von Parteischulen und Bildungsangeboten der Jugendverbände der kommunistischen Parteien geschaffen, durch die es ermöglicht werden sollte, die geforderten Kenntnisse zu erlangen und diese auch nachzuweisen. Hierzu wurden Urkunden und Auszeichnungen ausgegeben, die als innerparteiliches Statussymbol die Zugehörigkeit zur „Avantgarde“ bekundeten.
In der Folge entwickelten sich die Studien an Parteischulen zum üblichen Karriereweg innerhalb kommunistischer Parteien.

## Kritik
- Der sozialistische Theoretiker Georgi Walentinowitsch Plechanow (1856–1918) warf Lenin nach Erscheinen der Schrift vor, er gebe damit einen Kerngedanken des Historischen Materialismus auf, nämlich dass das Sein das Bewusstsein bestimme, das Klassenbewusstsein also aus der materiellen Lebenssituation der Arbeiter erwachse.[6]

## Belege
1. ↑  Wladimir Iljitsch Lenin: Was tun? S. 14.
2. ↑  vgl. Lenin, W. I.: „Ausgewählte Werke“, Band I, Dietz Berlin 1963, S. 174–175 und „Die Neue Zeit“, 1901–1902, XX, I, Nr. 3, S. 79–80
3. ↑  vgl. Lenin, W. I.: „Ausgewählte Werke“, Band I, Dietz Berlin 1963, S. 175
4. ↑  vgl. Lenin, W. I.: „Ausgewählte Werke“, Band I, Dietz Berlin 1963, S. 229–279
5. ↑  vgl. Lenin, W. I.: „Ausgewählte Werke“, Band I, Dietz Berlin 1963, S. 229–302
6. ↑  Gerd Koenen: Die Farbe Rot. Ursprünge und Geschichte des Kommunismus. Beck, München 2017, S. 586.